# Den gamla ekens sista dröm
Den gamla ekens sista dröm (danska: Det gamle Egetræes sidste Drøm) är en saga av den danske författaren H.C. Andersen, utgiven 1858.
Sagan handlar om en gammal ek som under sina 365 år har sett många dagsländor passera förbi. Eken funderar över förgängligheten och säger till dagsländan som lyckligt yr runt bland dess löv att det är sorgligt att den bara har en dag att leva. Dagsländan svarar eken; ”Du kanske har tusentals dagar, men jag har tusentals ögonblick att njuta av.” Den fortsätter sedan att dansa i solen och lukta på ängens klöver, rosor, fläder och kaprifol, för att till sist sluta sin dag lika lyckligt som han hade levt den. Eken stod och såg detta skeende upprepa sig varje dag medan den drömde om att själv få lyfta från marken där den så orubbligt stått och beskådat allting under en sådan lång tid.